# 薛湘
薛湘（？—1858年），字曉帆，江蘇無錫人。清朝政治人物。

## 生平
薛湘於道光十一年（1831年）考中辛卯恩科舉人。充任官學教諭十余年。道光二十五年（1845年）乙巳恩科會試中式，未殿試，二十七年（1847年）補殿試，位列張之萬榜二甲第七十一名，賜進士出身。歷任湖南安福、新宁縣知縣。後陞廣西潯州知府，因當地士紳慰留未赴任。咸豐八年（1858年）在湖南病故於任上。贈光禄大夫。

## 家族
父薛錦堂，諸生。子薛福成，中國近代外交家。

## 外部連結
- 清代薛福成家族文化初探 無錫史志網